# Jan Vermeer

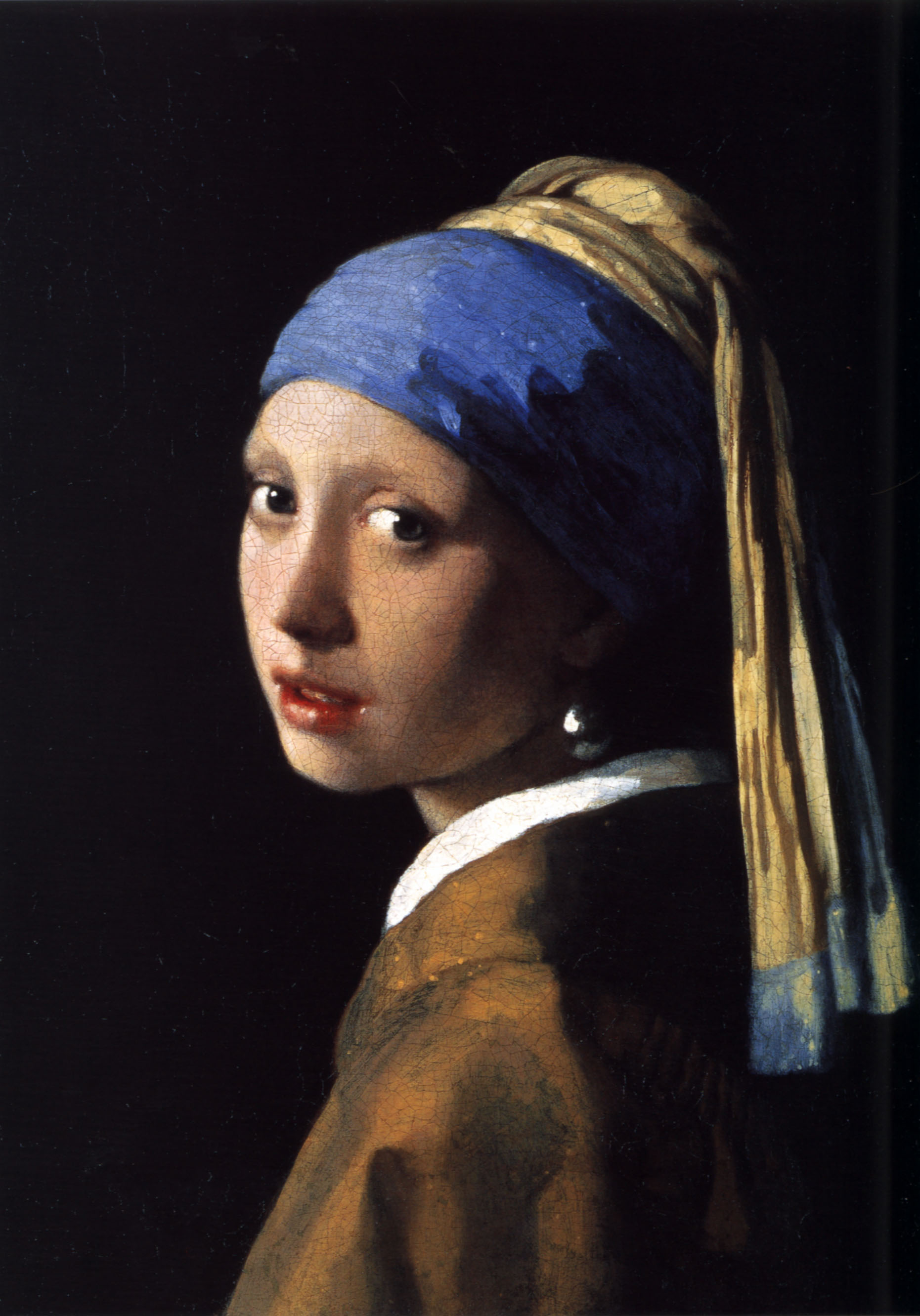
Dziewczyna z perłą, ok. 1665, obraz uważany za arcydzieło.

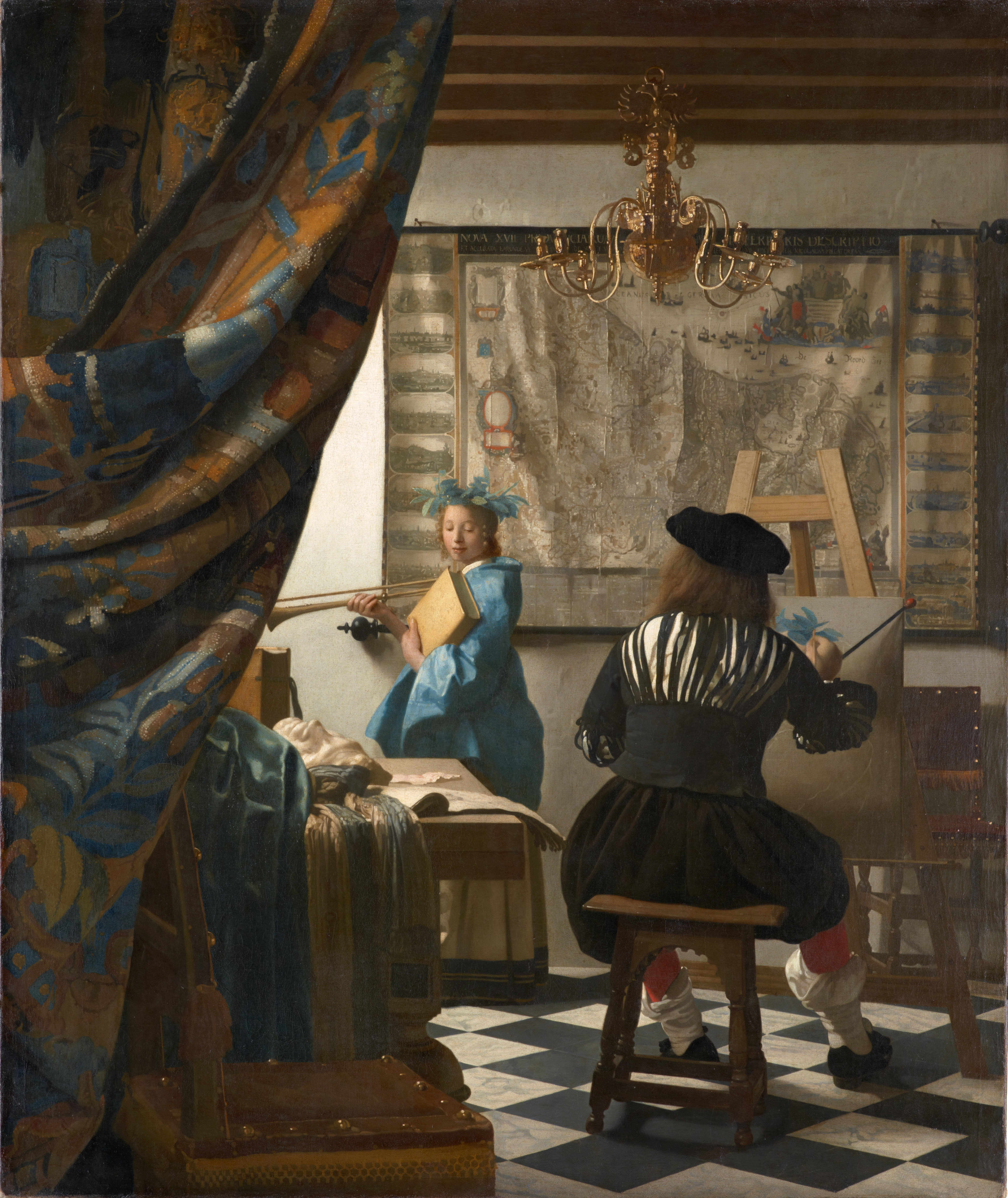
Alegoria malarstwa (lub W pracowni artysty, Sztuka malarska), ok. 1665

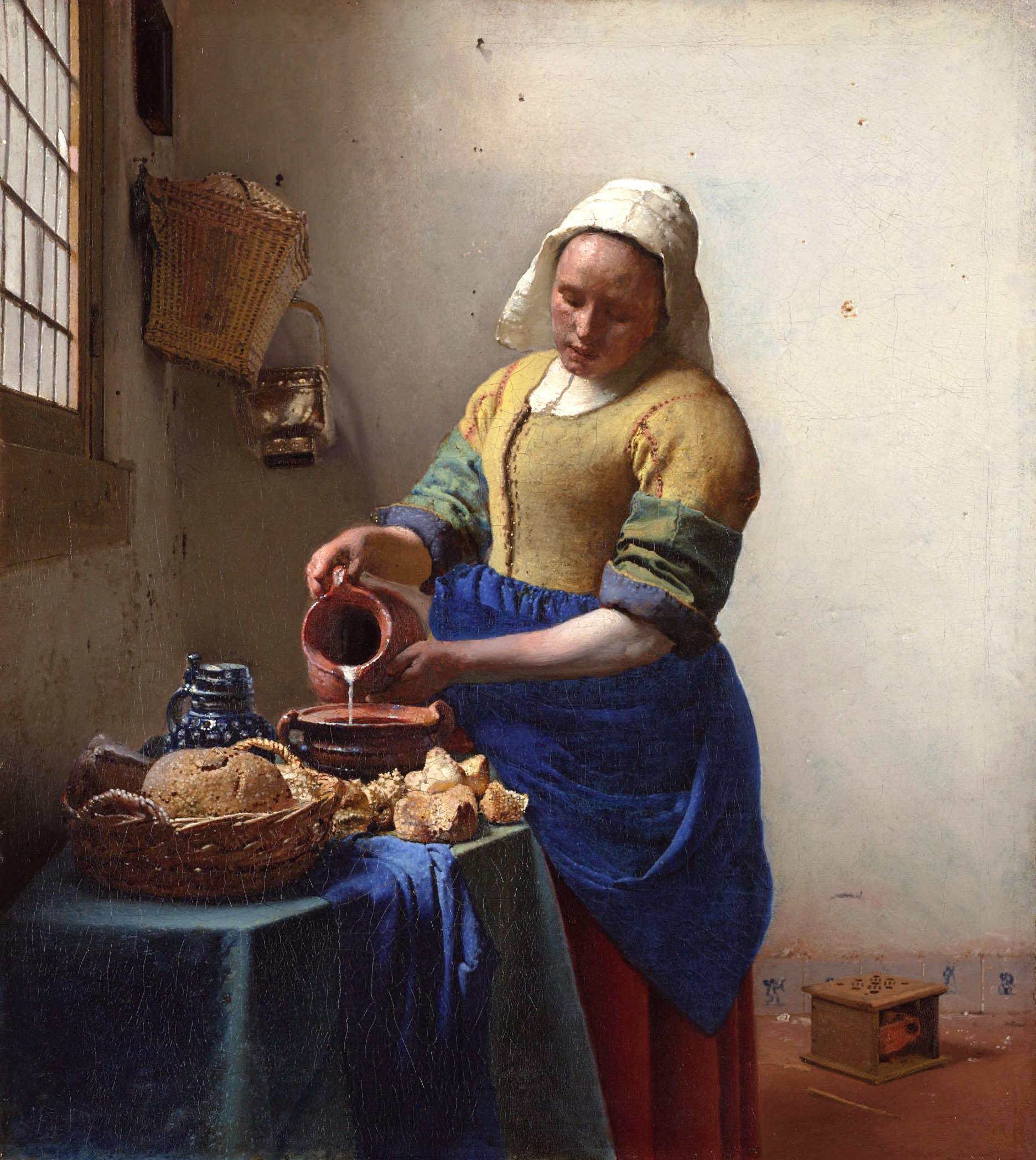
Mleczarka lub Nalewająca mleko, ok. 1660

Jan Vermeer van Delft, właściwie Johannes Vermeer (ur. przed 31 października 1632 w Delfcie, zm. przed 15 grudnia 1675 tamże) – holenderski malarz.
Malował przede wszystkim sceny rodzajowe, wykorzystując mistrzowsko grę świateł. Na początku swojej kariery stworzył także dwa płótna historyczne. W dorobku malarza dominują przedstawienia kobiet we wnętrzach mieszkalnych, zajętych m.in. muzyką, lekturą listu lub rozmową. W wielu obrazach badacze doszukują się ukrytych alegorii lub symbolicznych przesłań.
Częściowo zapomniany przez niemal dwa stulecia od swej śmierci, Vermeer został odkryty na nowo w drugiej połowie XIX wieku. Dziś przypisuje mu się niewiele ponad 30 obrazów i najprawdopodobniej jest to niemal cały jego dorobek artystyczny.

## Życiorys
Informacje biograficzne o malarzu są bardzo skąpe. Wiadomo, iż jego dziadkami od strony ojca byli Jan Reyersz – krawiec i Neetle Goris. Ojciec Vermeera – Reynier Jans urodził się w 1591 roku, a w 1611 wyjechał do Antwerpii, by tam nauczyć się techniki wyrobu adamaszku. Cztery lata później poślubił Dignę Baltens, córkę Balthasara Gerritsa, zamieszanego w niezbyt legalne interesy. Wtedy też Reynier Jans do swojego imienia dodał nazwisko Vos (Lis), zmienione później na Vermeer. W 1631 roku wstąpił do cechu św. Łukasza jako handlarz dziełami sztuki. Był także właścicielem domu Mechelen przy Marktveld w Delfcie, gdzie prowadził karczmę.
W 1632 roku na świat przyszedł syn Digny Baltens i Reyniera Jansa – Johannes, ochrzczony 31 października. Dokładna data jego narodzin nie jest znana. Artysta miał także starszą siostrę – Gertruy Vermeer (1620–1670).
Niewykluczone, że pierwszy kontakt ze sztuką Johannes zawdzięcza ojcu, a konkretnie wykonywanemu przez niego zawodowi handlarza dziełami sztuki. Nie zachowały się żadne informacje na temat edukacji Vermeera – wiadomo jedynie, że w grudniu 1653 roku wstąpił do gildii św. Łukasza, skupiającej malarzy, rzemieślników i osoby wykonujące różne inne profesje. Był czterokrotnie wybierany członkiem jej zarządu (1662, 1663, 1670 i 1671). Aby wstąpić do gildii, musiał przedtem przez 6 lat terminować u któregoś ze znanych malarzy. Według jednej z hipotez mógł nim być Leonaert Bramer (1594–1674), według innej Carel Fabritius (1622–1654).
20 kwietnia 1653 Vermeer poślubił w Schipluy (dziś Schipluiden) Catharinę Bolnes (ok. 1631–1688), pomimo początkowego sprzeciwu jej matki Marii Thins. Za Vermeerem wstawił się u niej wspomniany już Leonaert Bramer. W grę wchodzić mogły zarówno finanse – rodzina Cathariny była dobrze sytuowana, podczas gdy Vermeerowie byli zadłużeni, jak i religia – Catharina była katoliczką, a Vermeer zapewne kalwinem (choć to nie jest pewne). Niewykluczone, że w związku ze ślubem Vermeer przeszedł na katolicyzm. Z tego okresu pochodzą dwa najwcześniejsze znane dziś obrazy Vermeera: Chrystus w domu Marii i Marty oraz Toaleta Diany.
Początkowo Vermeerowie mieszkali w domu Mechelen przy Voldersgracht 25, a w 1660 przeprowadzili się do Marii Thins, mieszkającej przy Oude Langedijk w dzielnicy papistów. Zajmowali pokoje na dole domu, a pracownia artysty znajdowała się na górze. Do Marii Thins należały liczne obrazy, które Vermeer niejednokrotnie przedstawiał na swoich własnych dziełach (np. Alegoria wiary z Chrystusem na krzyżu w tle).
Vermeer miał bardzo liczną rodzinę – jedenaścioro (a może nawet piętnaścioro) dzieci, z których kilkoro zmarło we wczesnym dzieciństwie. Wiadomo, że w latach 1667, 1669 i 1673 odbyły się pogrzeby dzieci Vermeerów. Po śmierci malarza w dokumentach pojawia się informacja raz o ośmiorgu małoletnich dzieci, a raz o dziesięciorgu. Z imienia znane są: Maria, Elisabeth, Cornelia, Aleydis, Beatrix, Johannes, Gertruyd, Franciscus, Catharina i Ignatius. Aby ich wyżywić, artysta oprócz malarstwa wykonywał także inne zawody. Niewykluczone, że prowadził oberżę ojca, a niemal pewne jest, że tak jak on, zajmował się handlem dziełami sztuki. Był także ich rzeczoznawcą. W 1672 roku został wraz z innymi malarzami (m.in. Hansem Jordaensem z Delftu) powołany na biegłego i miał dokonać ekspertyzy obrazów, przypisywanych Michałowi Aniołowi, Tycjanowi i Rafaelowi. Stwierdził wówczas, że są one tandetnymi i złymi dziełami, a nie dziełami wielkich artystów. Najprawdopodobniej Vermeer malował dla konkretnych odbiorców, a nie na wolny rynek. Jednym z takich mecenasów był Hendrick Van Buyten – piekarz oraz Jacob Dissius – drukarz, który w 1682 roku posiadał 19 dzieł Vermeera.
W późnym okresie twórczości malarstwo Vermeera nieco się zmieniło i stało się bardziej wycyzelowane, sztywne i mniej naturalne (np. Dama stojąca przy szpinecie). Niektórzy uważają wręcz te dzieła za przejaw schyłku wielkości malarza. Pod koniec życia kondycja finansowa Vermeera znacznie się pogorszyła i malarz popadł w długi. Sytuację dodatkowo utrudnił wybuch wojny francusko-holenderskiej w 1672 roku, ponieważ na jej skutek zniszczone zostały posiadłości Marii Thins, z których czerpała one znaczne dochody. Począwszy od tego roku, malarz nie sprzedał już żadnego ze swoich obrazów.
Zgodnie z relacją żony Vermeera, cała sytuacja bardzo źle wpłynęła na jego zdrowie i artysta zmarł w 1675 roku: popadł w straszną rozpacz i w fatalnej gorączce, w przeciągu dnia czy półtora, przestąpił od zdrowia do śmierci. Został pochowany 15 grudnia w Delfcie w Oude Kerk. Jego żona pozostała z licznymi długami i ośmiorgiem małoletnich dzieci (w innych dokumentach mówi się o 10). Zmuszona była sprzedać bądź zastawić część dzieł męża, a 30 kwietnia 1676 roku zwróciła się do Wielkiej Rady miasta Delftu z prośbą o przyznanie jej tzw. prawa cesji. W tym samym roku Antoni van Leeuwenhoek został wyznaczony na kuratora jej mienia. Catharina Bolnes zmarła 2 stycznia 1688.

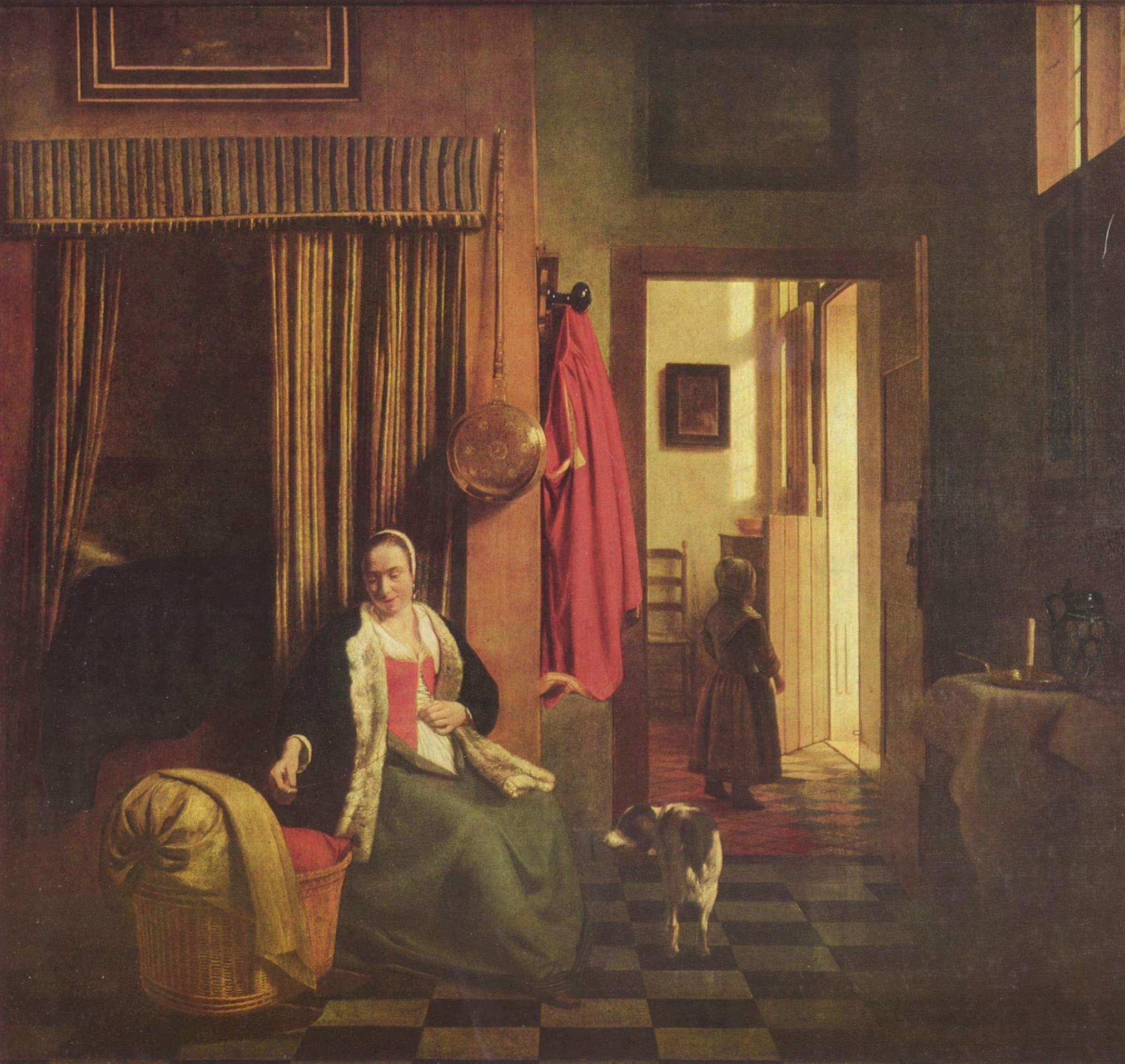
Pieter de Hooch, Kobieta przy kołysce sznurująca stanik, ok. 1661–1663

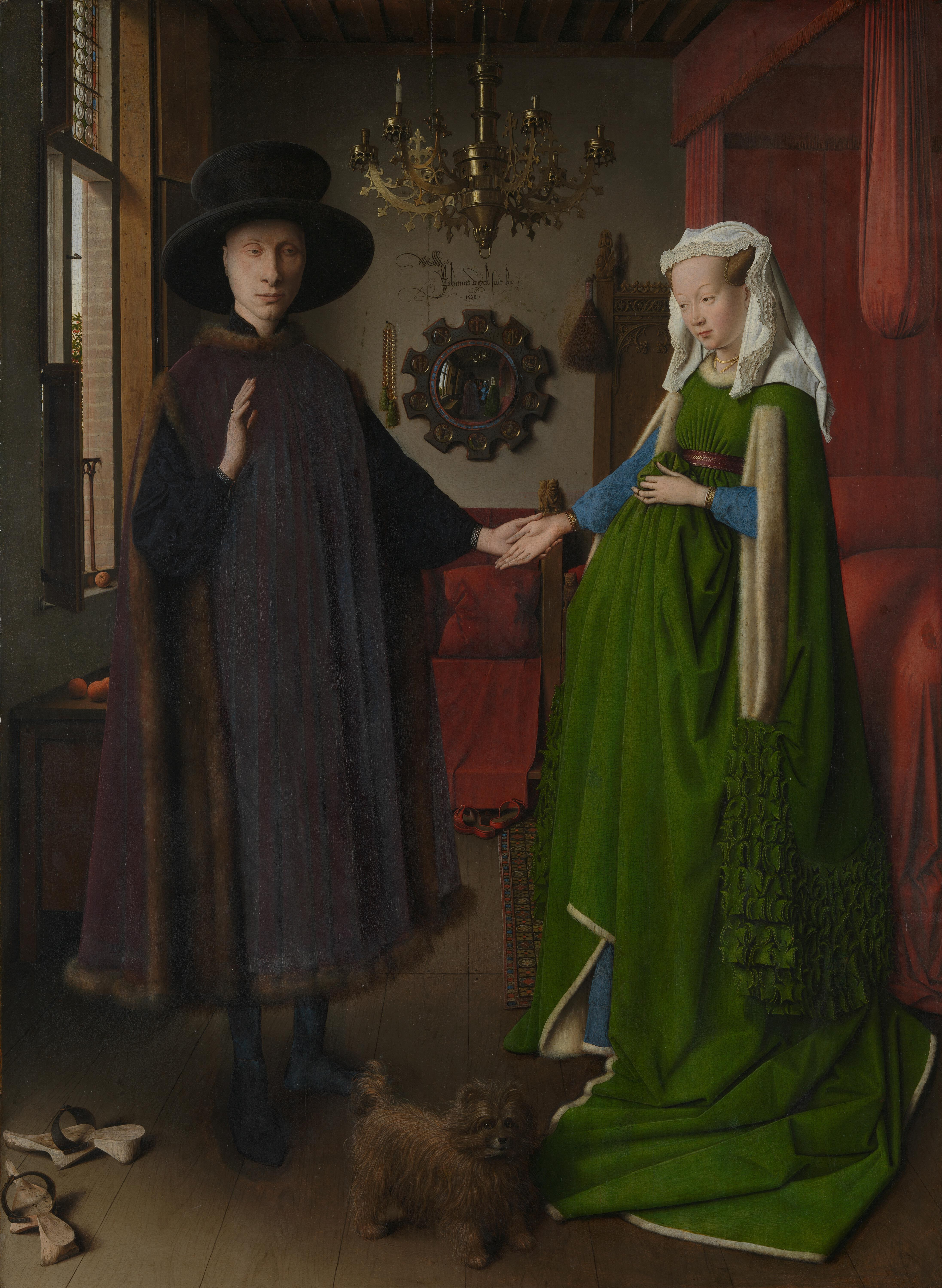
Jan van Eyck, Małżeństwo Arnolfinich, 1434

## Środowisko artystyczne
Niderlandy pod koniec XV wieku przeszły pod panowanie Habsburgów. W wyniku powstania i wojny wyzwoleńczej, północna część Niderlandów utworzyła w 1581 roku własne państwo – Republikę Zjednoczonych Prowincji, nazywane Holandią. Południowa część (tzw. Flandria) pozostała w rękach Habsburgów.
Pomiędzy oboma krajami powstały duże różnice – Holandia była protestancką republiką, a Flandria katolicką monarchią. Miało to swoje przełożenie na sztukę – w Holandii mecenat sprawowało mieszczaństwo, wyznające kalwinizm i zajmujące się w dużej mierze handlem. W związku z zakazami religii nie istniało zapotrzebowanie na dzieła sztuki, służące do ozdoby świątyń; nieobecny był także dwór królewski. Głównym odbiorcą dzieł sztuki w Holandii stało się zatem szybko bogacące się kupiectwo. W efekcie dużo popularniejsze niż malarstwo religijne, odrzucane przez protestantyzm, stały się tzw. interieurstukken (przedstawienia postaci w mieszczańskich wnętrzach), sceny rodzajowe, portrety, pejzaże i martwe natury, które osiągnęły rangę samodzielnych gatunków artystycznych. Popyt na dzieła sztuki był duży, konkurencja także, aby więc uchodzić za mistrza, wielu malarzy zaczęło się specjalizować w jednej tematyce, np. martwej naturze, widokach morza, przedstawieniach zwierząt. Doszło nawet do tego, że konkretne miasta specjalizowały się w konkretnych typach martwych natur np. Utrecht w kwiatach, Amsterdam – w owocach i warzywach, Haga w kwiatach, rybach i rakach.
W drugiej ćwierci XVII wieku miasto Delft było miastem spokojnym, zadbanym, o szerokich ulicach i domach z dużymi oknami. Brało duży udział w wojnie wyzwoleńczej i kształtowaniu się republiki. Było także ważnym w Holandii ośrodkiem przemysłowo-handlowym. Znajdowała się tu placówka Kompanii Wschodnioindyjskiej, rozwinął się przemysł sukienniczy i ceramiczny (Fajanse z Delftu). Ważną rolę odgrywało mieszczaństwo. Miasto było także istotnym ośrodkiem artystycznym. Vermeer nie był bynajmniej jedynym artystą w tym mieście, ale jego twórczość wyraźnie odcina się od twórczości malarzy mu współczesnych. Tylko w pierwszej ze znanych ksiąg cechu św. Łukasza (1613–1646) wymienionych jest kilkudziesięciu malarzy. W Delfcie tworzyli zatem Michiel Jansz van Mierevelt, Leonaert Bramer, Pieter de Hooch, Paulus Potter (w Delfcie od 1646 do 1650), Carel Fabritius (w Delfcie spędził dwa lata) i wielu innych.
Spośród innych malarzy holenderskich do najwybitniejszych należą Rembrandt, Frans Hals, Gerard ter Borch, Jacob van Ruisdael i wspomniany już Pieter de Hooch, niemal rówieśnicy Vermeera. Wendy Beckett pisze, że wydaje się wręcz nieprawdopodobne, że w maleńkim holenderskim miasteczku Delft żyło w tym samym czasie dwóch tak wielkich artystów jak Vermeer i de Hooch. Obaj tworzyli obrazy o podobnej tematyce i nastroju. Hooch, podobnie jak Vermeer, przedstawiał najczęściej sceny we wnętrzach, gdzie dużą rolę odgrywa światło.
Swego rodzaju paradoksem jest jednak fakt, że w XVII-wiecznej Holandii obecna była idea, zgodnie z którą najwyżej ceniono tzw. malarstwo historyczne – przedstawiające wątki biblijne, mitologiczne i hagiograficzne. Wielu malarzy (w tym także Vermeer czy np. Rembrandt) swoją karierę rozpoczynało właśnie od malarstwa historycznego. Z braku zainteresowania protestanckich odbiorców tą tematyką, Vermeer ją zmienił i poświęcił się głównie tematyce rodzajowej, z której jest też najbardziej znany. W XVII wieku w Holandii ten typ malarstwa przeżywał rozkwit, jednak jego źródeł można szukać już w XV wieku, gdy malarze tacy jak Rogier van der Weyden albo Jan van Eyck postacie na swoich obrazach umieszczali w drobiazgowo przedstawianych mieszczańskich wnętrzach. Oprócz rodzimych tradycji Vermeer korzystał także z doświadczeń Caravaggia. To na jego wzór wprowadził boczne światło i budował przestrzeń za pomocą światła.

## Twórczość

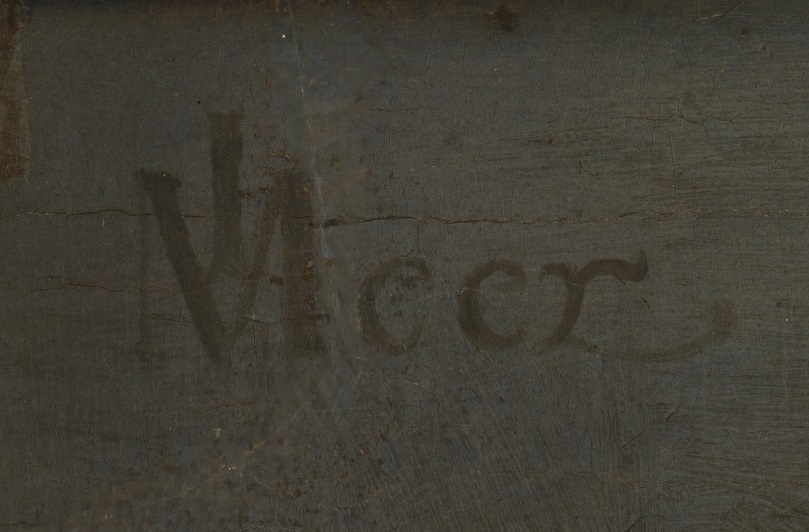
Podpis artysty, widoczny na obrazie Dama siedząca przy wirginale

Jan Vermeer, wychowany w patrycjuszowskim środowisku Delftu, nie był malarzem zbyt płodnym – pozostało po nim trzydzieści kilka obrazów, malował średnio dwa-trzy płótna rocznie. Tchną one jednak wielką poezją i doskonałością, poetycką wizją świata, a zarazem dysponują wyjątkowym mistrzostwem warsztatu. Spośród 34 obrazów, powszechnie mu przypisywanych, 21 jest sygnowanych. Nie wszystkie jednak podpisy są uznawane za prawdziwe. Tylko trzy są natomiast datowane (Stręczycielka, Astronom i Geograf). Wśród badaczy brak jest jednomyślności co do datowania większości pozostałych obrazów Vermeera; istnieją także niejasności co do atrybucji niektórych z nich. Szczególne wątpliwości budzą obrazy: Święta Prakseda, Dziewczyna w czerwonym kapeluszu, Młoda dziewczyna z fletem i Młoda kobieta siedząca przy wirginale.
Vermeer malował głównie sceny rodzajowe, oprócz tego stworzył dwa obrazy historyczne, dwa widoki miasta i dwie alegorie. Sceny zazwyczaj przedstawiał w mieszczańskich wnętrzach, zapewne wzorowanych na wnętrzach domu Vermeera. Niejednokrotnie na różnych obrazach artysta przedstawiał to samo pomieszczenie. Postaci (a najczęściej są to kobiety) zazwyczaj znajdują się w pobliżu okna, będącego źródłem światła. Na obrazach często pojawiają się te same przedmioty, m.in. zasłony, dywany i tkaniny, które sprawiają wrażenie kurtyny, oddzielającej widza od sceny, namalowanej na obrazie; biała karafka (Lekcja muzyki, Dziewczyna z kieliszkiem wina, Śpiąca dziewczyna); mapy (Oficer i roześmiana dziewczyna, Kobieta w niebieskim, Kobieta z lutnią, Kobieta z dzbanem, Alegoria malarstwa); krzesła obite skórą, perły, obraz Dircka van Barburena Stręczycielka (Koncerty, Dama siedząca przy wirginale); obraz Cesara Van Everdingena, przedstawiający kupidyna lub putto (Dama stojąca przy wirginale, Przerwana lekcja muzyki).

### Malarstwo historyczne

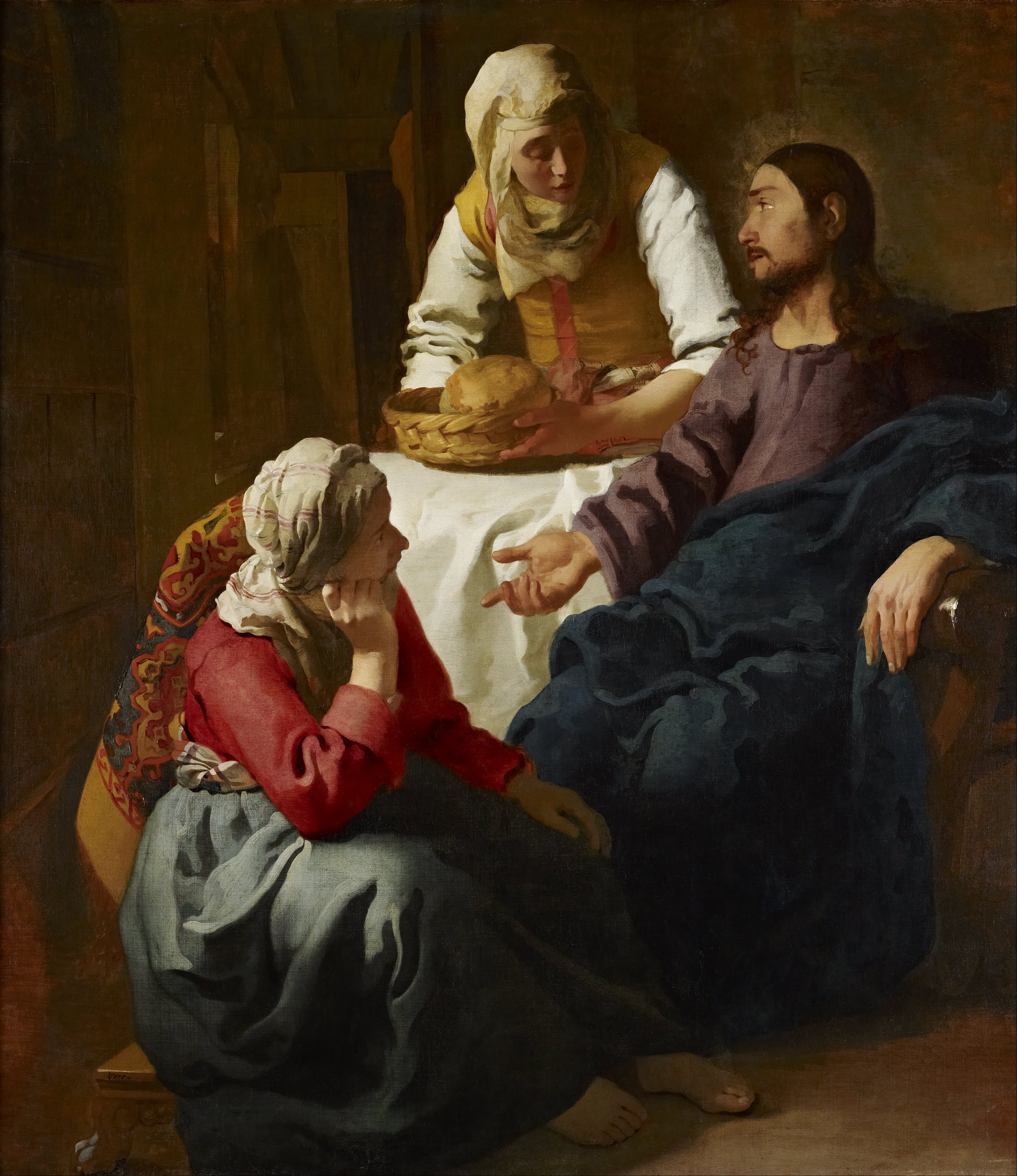
Chrystus w domu Marty i Marii ok. 1654–1656

W swoich młodzieńczych dziełach (1655–1657) Vermeer podejmował tematykę zdecydowanie różną od tej, jaką zajmował się przez większość życia. Jego dwa pierwsze znane dziś obrazy są obrazami historycznymi. Ówcześni teoretycy sztuki najwyżej cenili właśnie takie dzieła, w ramy tematyki historycznej zaliczając także epizody z Biblii czy mitologii.
Chrystus w domu Marii i Marty (ok. 1655) jest prawdopodobnie najwcześniejszym zachowanym dziełem Vermeera. Przedstawia ono scenę z Ewangelii Łukasza, zgodnie z którą Chrystus odwiedził obie siostry w ich domu. Marta przygotowywała posiłek, podczas gdy Maria słuchała słów Jezusa. Kiedy Marta zapytała go, dlaczego nie powie Marii, aby jej pomogła, on odpowiedział: Marto, Marto, troszczysz się i niepokoisz o wiele, a potrzeba mało albo tylko jednego. Maria obrała najlepszą cząstkę, której nie będzie pozbawiona.
Na obrazie Vermeera Maria znajduje się na pierwszym planie, siedzi zamyślona na niskim stołeczku, z głową podpartą na prawej ręce. Chrystus siedzi powyżej na fotelu i wskazując na nią daje do zrozumienia, że obrała najlepszą cząstkę. Marta natomiast stoi nad Jezusem i stawia kosz z chlebem na stole. Wyraźnie widoczne są tu kontrasty kolorystyczne i intensywność barw – bieli obrusa, czerwieni, żółci i zieleni ubiorów. Podobnie jak inne, wczesne dzieła artysty, także to jest dużo większe od późniejszych. Ten swobodnie malowany obraz ujawnia szeroką wiedzę Vermeera na temat rozwoju malarstwa historycznego we współczesnym mu Amsterdamie. Wiąże się to z osobą Erasmusa Quellinusa, flamandzkiego artysty biorącego udział w dekoracji nowego ratusza w Amsterdamie. Dzieła Quellinusa przypominają prace Vermeera w wyborze motywów, takich jak otwarte drzwi w tle i w pozie Chrystusa z Marią u jego stóp.
Drugi z obrazów historycznych Vermeera to Toaleta Diany (ok. 1654–1656), którego temat został zaczerpnięty z Przemian Owidiusza. Diana – bogini łowów, narodzin i księżyca wraz z nimfami siedzi na kamieniu. Jedna z nich obmywa stopy bogini, co może przywodzić na myśl analogiczną biblijną scenę z Chrystusem albo z Betsabe.

### Malarstwo rodzajowe
Wraz z obrazem U stręczycielki (1656) Vermeer ostatecznie przeszedł do malarstwa rodzajowego, któremu pozostał wierny. Niewykluczone, że do stworzenia tego obrazu zainspirowało go płótno Dircka van Baburena (1590–1624), zatytułowane Stręczycielka, którego właścicielką była teściowa Vermeera, Maria Thins. Ten sam obraz pojawia się w tle dwóch obrazów Vermeera jako swego rodzaju obraz w obrazie – w Koncercie i Damie siedzącej przy wirginale.

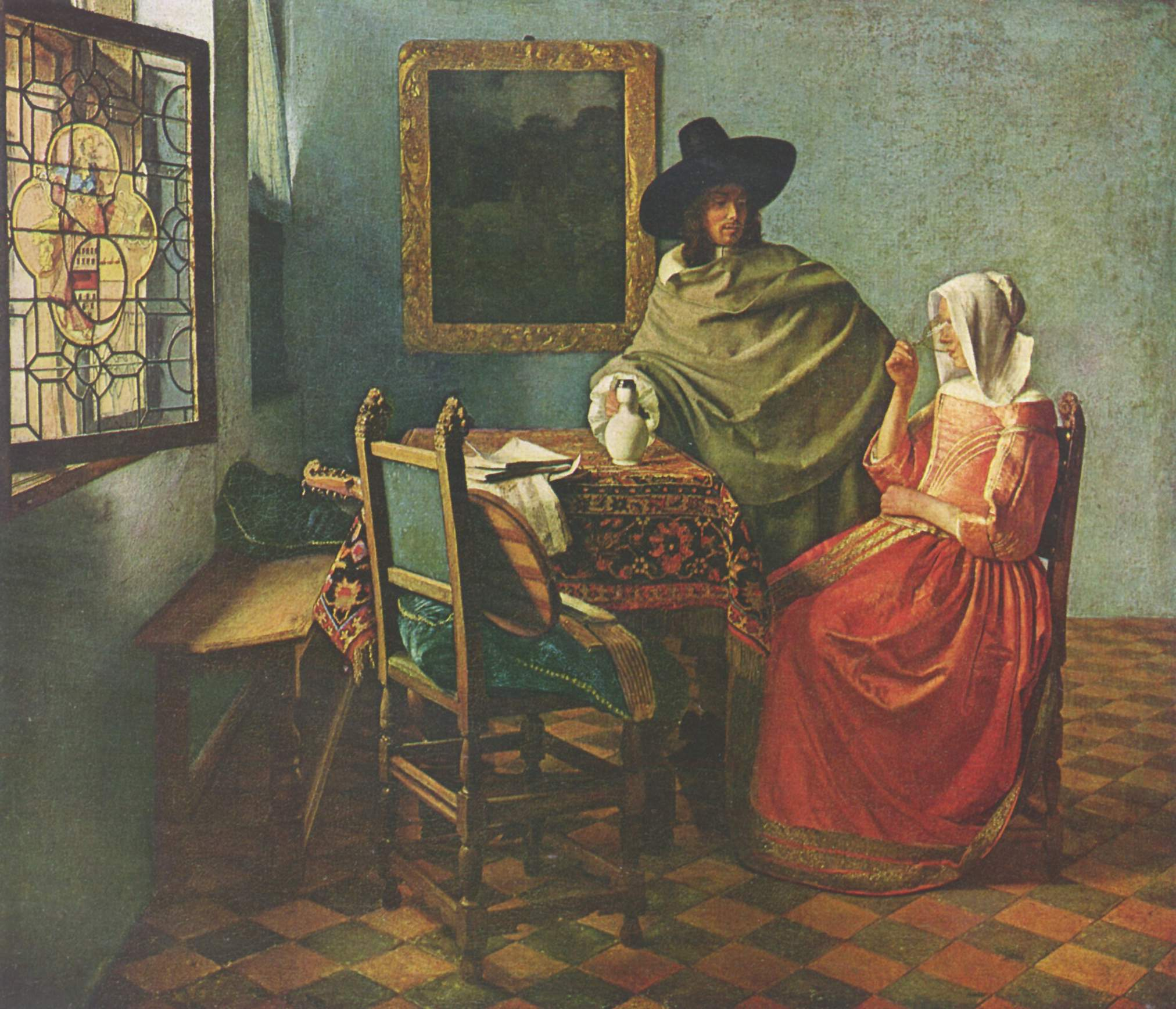
Szklanka wina (ok. 1660–1661)

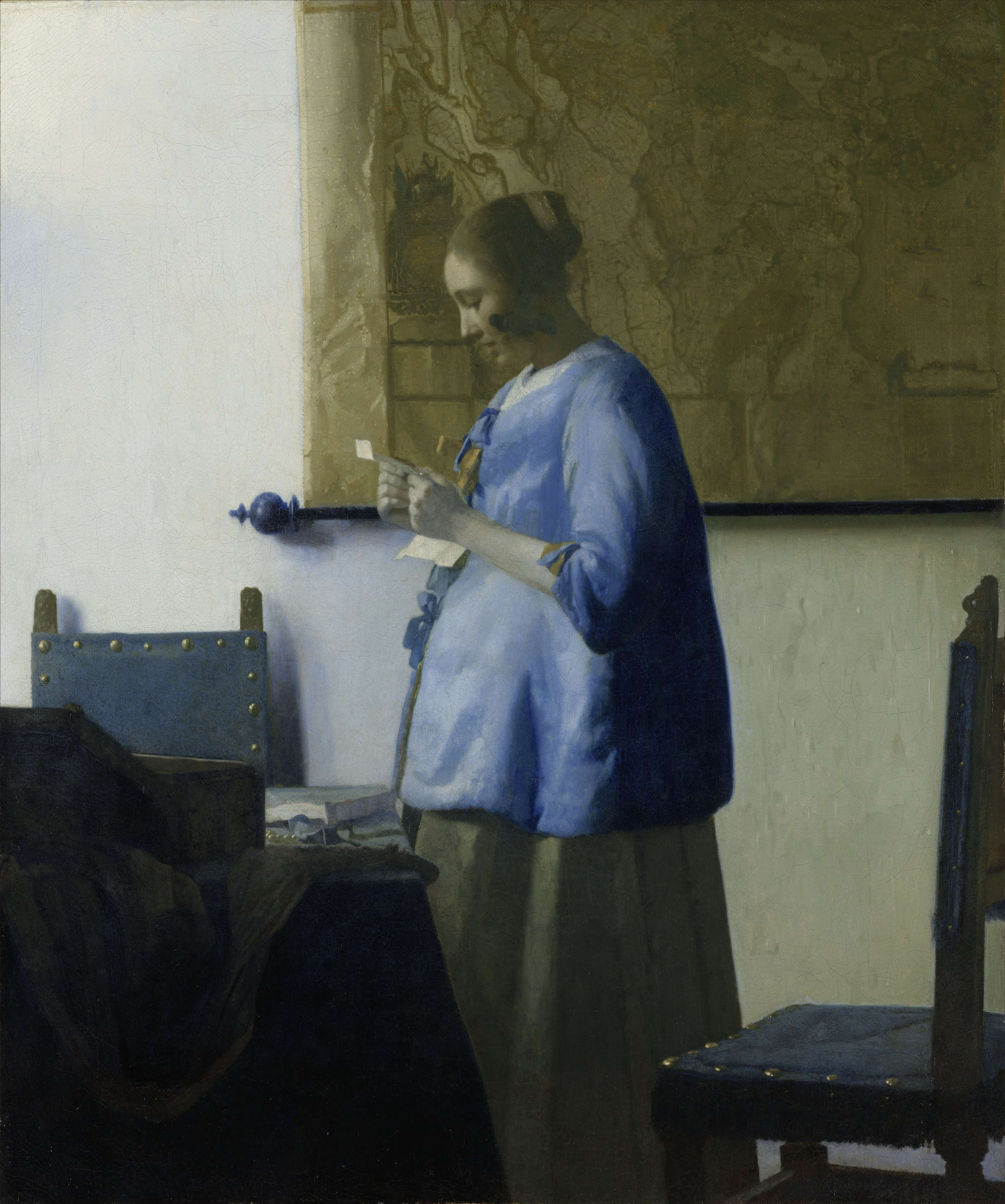
Kobieta w błękitnej sukni (albo: Czytająca list) ok. 1662–1665

Płótno Vermeera przedstawia scenę rozgrywającą się w domu schadzek. Gość w czerwonym ubraniu podaje dziewczynie monetę, będącą zapewne zapłatą za jej usługi. Ona i drugi mężczyzna, którego przedstawienie bywa czasem uznawane za autoportret malarza, piją wino. Tytułowa stręczycielka zerka chytrze i z zadowoleniem z udanej transakcji.
W kolejnym obrazie zatytułowanym Pijana dziewczyna śpiąca przy stole (ok. 1657) Vermeer powraca do wątku pijaństwa. Młoda dziewczyna, z głową podpartą na ręce, śpi za stołem, przykrytym wielobarwnym dywanem. Obecność karafki i nieporządny wygląd kołnierza wskazuje na to, iż dziewczyna jest właśnie pijana. Przemawia za tym także najwcześniejszy znany tytuł tego obrazu z 1696 roku – Pijana dziewczyna śpiąca za stołem.
Wino pojawia się jeszcze w trzech obrazach Vermeera: Żołnierz i śmiejąca się dziewczyna (ok. 1658), Kielich wina (ok. 1658–1662) i Dama i dwóch panów (ok. 1662). Wszystkie one pokazują scenę zalotów. Na pierwszym z nich ukazana jest para – on, w czerwonym ubraniu i kapeluszu, siedzi tyłem, ona ze szklanką wina patrzy na niego. Na drugim także przedstawiona jest para – dziewczyna pije z kieliszka, a mężczyzna stoi trzymając w ręce karafkę. Na trzecim płótnie znajdują się trzy postacie – dziewczyna patrząca z uśmiechem w stronę widza, pochylający się w jej stronę mężczyzna i drugi mężczyzna, siedzący w kącie. Na obrazie Szklanka wina i Dziewczyna z kieliszkiem wina widoczne jest okno z witrażem, przedstawiającym personifikację wstrzemięźliwości.
Charakterystycznym tematem dla Vermeera jest list. Pojawia się on już ok. 1659 roku na płótnie Dziewczyna czytająca list (albo: Dziewczyna czytająca list przy otwartym oknie), przedstawiającym samotną dziewczynę stojącą przy otwartym oknie. Widz widzi tylko jej profil, ale w szybie okiennej widoczne jest delikatne odbicie twarzy czytającej. Podobnie skomponowany jest obraz Kobieta w błękitnej sukni (ok. 1662–1665), ale tu nie widać okna, przed którym stoi kobieta. Niewykluczone, że jest ona w ciąży, ale możliwe, że ma ona na sobie modną wówczas krynolinę, nazywaną vertugalles albo vertugadins. W starszej literaturze pojawia się czasem pytanie, czy modelką do tego obrazu była żona artysty, która przecież tak często była brzemienna. Istotniejsza jest jednak wymowa obu płócien – mają one wskazywać, że list miłosny jest początkiem złamania przysięgi wierności małżeńskiej. Motyw listu pojawia się jeszcze na obrazach: Dziewczyna pisząca list (ok. 1666), Dama z pokojówką (ok. 1666–1667), List miłosny (ok. 1667) i Pisząca list (ok. 1671).
Równie charakterystyczny jest temat związany z muzyką. Po raz pierwszy pojawia się na płótnie Przerwana lekcja muzyki (ok. 1660–1661), na którym młoda dziewczyna porzuciła lutnię i nuty, by zająć się lekturą być może listu miłosnego, podawanego jej przez mężczyznę. To przypuszczenie może potwierdzać ledwo widoczne malowidło, znajdujące się w tle – jest to obraz Cesara Van Everdingena, przedstawiający kupidyna lub putto (pojawia się on także w tle obrazu Dama stojąca przy wirginale, gdzie jest dużo lepiej widoczny). Dziewczyna, znajdująca się na obrazie Lekcja muzyki (ok. 1664) gra natomiast na wirginale (dawniej instrument ten uważano za klawesyn), na którym znajduje się łacińska sentencja Musica Laetitiae Comes Medicina Dolorum (Muzyka jest towarzyszką radości i lekiem na strapienia). Ten sam instrument pojawia się także na płótnie pt. Koncert (ok. 1664), Kobieta stojąca przy klawesynie (ok. 1670) i Dziewczyna siedząca przy klawesynie (ok. 1674–1675). Oprócz powyższych, Vermeer jest także autorem Kobiety z lutnią (ok. 1662–1663) i Dziewczyny grającej na gitarze (ok. 1671–1672).

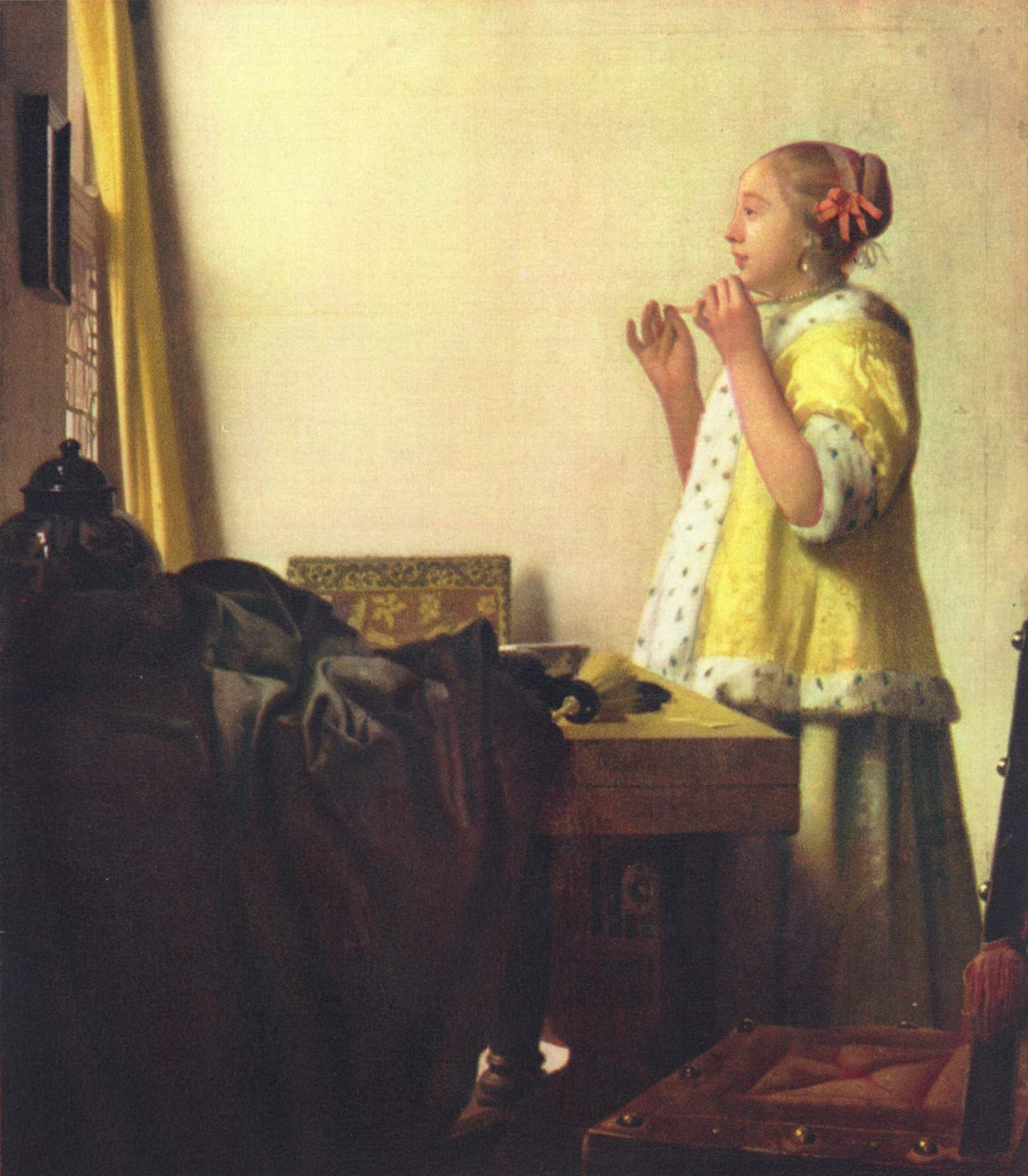
Sznur pereł (albo: Kobieta z naszyjnikiem pereł, ok. 1662–1665)

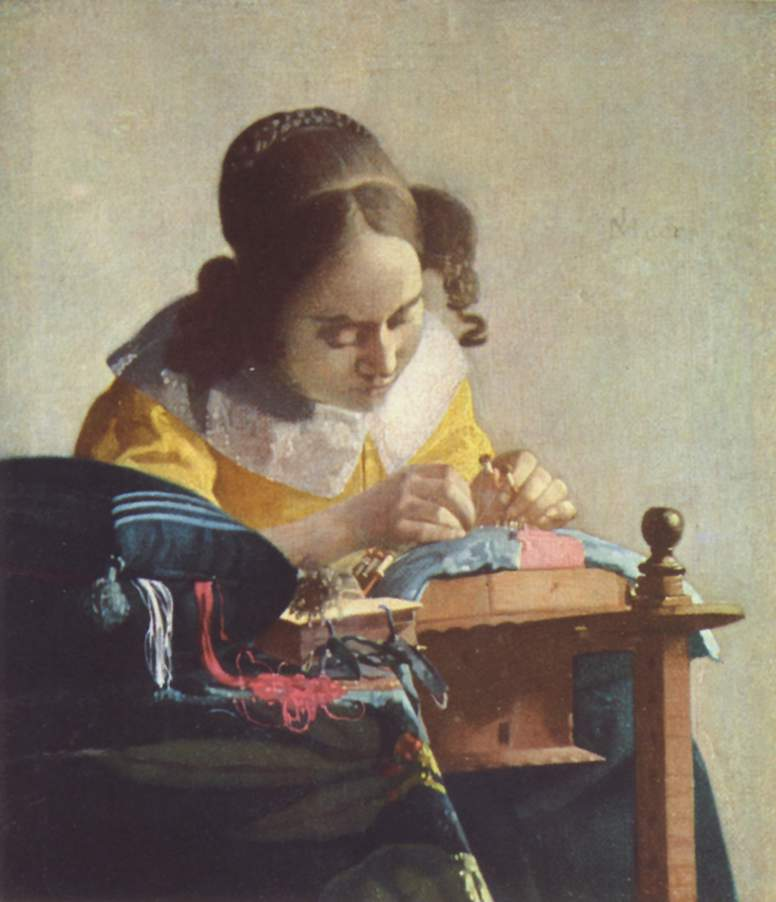
Koronczarka, ok. 1670–1671

Perły są jednym z elementów niezwykle typowych dla Vermeera – są obecne na wielu jego obrazach. Na płótnie Sznur pereł (albo: Kobieta z naszyjnikiem pereł, ok. 1662–1665) przedstawił dziewczynę, przeglądającą się w lustrze, wiszącym obok okna. Zapewne Vermeer chciał ukazać tutaj próżność – wszak perły są symbolem dobrobytu, na co wskazywać może także obecność lustra. Niektórzy w naszyjniku widzą symboliczną obecność mężczyzny, który zapewne ofiarował go dziewczynie, a może także przysłał bilecik, leżący na stole. Perły są także głównym tematem Ważącej perły (albo: Kobieta z wagą, ok. 1662–1665). Główna bohaterka, znajdująca się w ciemnawym pokoju, waży perły przy użyciu niewielkiej wagi. Jednak w momencie gdy uchwycił ją Vermeer, szalki wagi są puste, a waga idealnie wyważona. Na ścianie za nią znajduje się obraz, przedstawiający Sąd ostateczny, na którym są ludzkie grzechy i cnoty, podczas gdy kobieta waży perły, symbolizujące vanitas. Najbardziej znanym obrazem artysty jest Dziewczyna z perłą (albo: Dziewczyna w perłowych kolczykach, ok. 1665–1666) w niebiesko-żółtym turbanie na głowie, ukazana na czarnym tle, odwrócona przez ramię w stronę widza. Tytułowa perła w kształcie kropli jest elementem kolczyka dziewczyny. Bardzo podobnym pod względem kompozycji jest Głowa dziewczyny (ok. 1672–1674).
O ile większość z wymienionych już obrazów krytykowała ludzkie przywary (pijaństwo, rozwiązłość, próżność), o tyle trzy spośród całego dorobku Vermeera mają służyć jako przykład właściwego postępowania. Mleczarka (albo: Nalewająca mleko, ok. 1660–1661) przedstawia służącą, skupioną na wykonywanej pracy, która ze spuszczonym wzrokiem przelewa mleko z dzbanka do innego naczynia. Podobnie jak Mleczarka, tak i Koronczarka (ok. 1670–1671) jest całkowicie pochłonięta swoją pracą. Ten jeden z najmniejszych obrazów Vermeera (żaden z boków nie przekracza 25 cm) przedstawia dziewczynę pochyloną nad nićmi i motkami, na tle pustej ściany, dzięki czemu nic nie odwraca uwagi widza od jej postaci. Trzeci spośród tych obrazów to Kobieta z dzbanem (albo: Kobieta przy oknie, ok. 1662).
W pracowni artysty (ok. 1662–1665) bywa często uznawana za alegorię malarstwa i tak też często jest ten obraz tytułowany. Oto malarz – może i sam Vermeer – maluje modelkę w niebieskiej sukni i wieńcu laurowym na głowie, trzymającą książkę i trąbkę. Takie właśnie atrybuty przypisuje się Klio – muzie historii. Inną alegorią jest Alegoria wiary (ok. 1672–1674), obraz bardzo nietypowy dla Vermeera, co tłumaczy się faktem, iż powstał na zamówienie, być może jezuitów. Kobieta przedstawiona na tym obrazie, patetycznie przyciskająca rękę do serca i wznosząca oczy ku niebu, ma przedstawiać wiarę. Trzyma stopę na globusie, co symbolizować ma cały świat. Szklana kula, zawieszona u sufitu, oznaczać ma ludzki rozum.

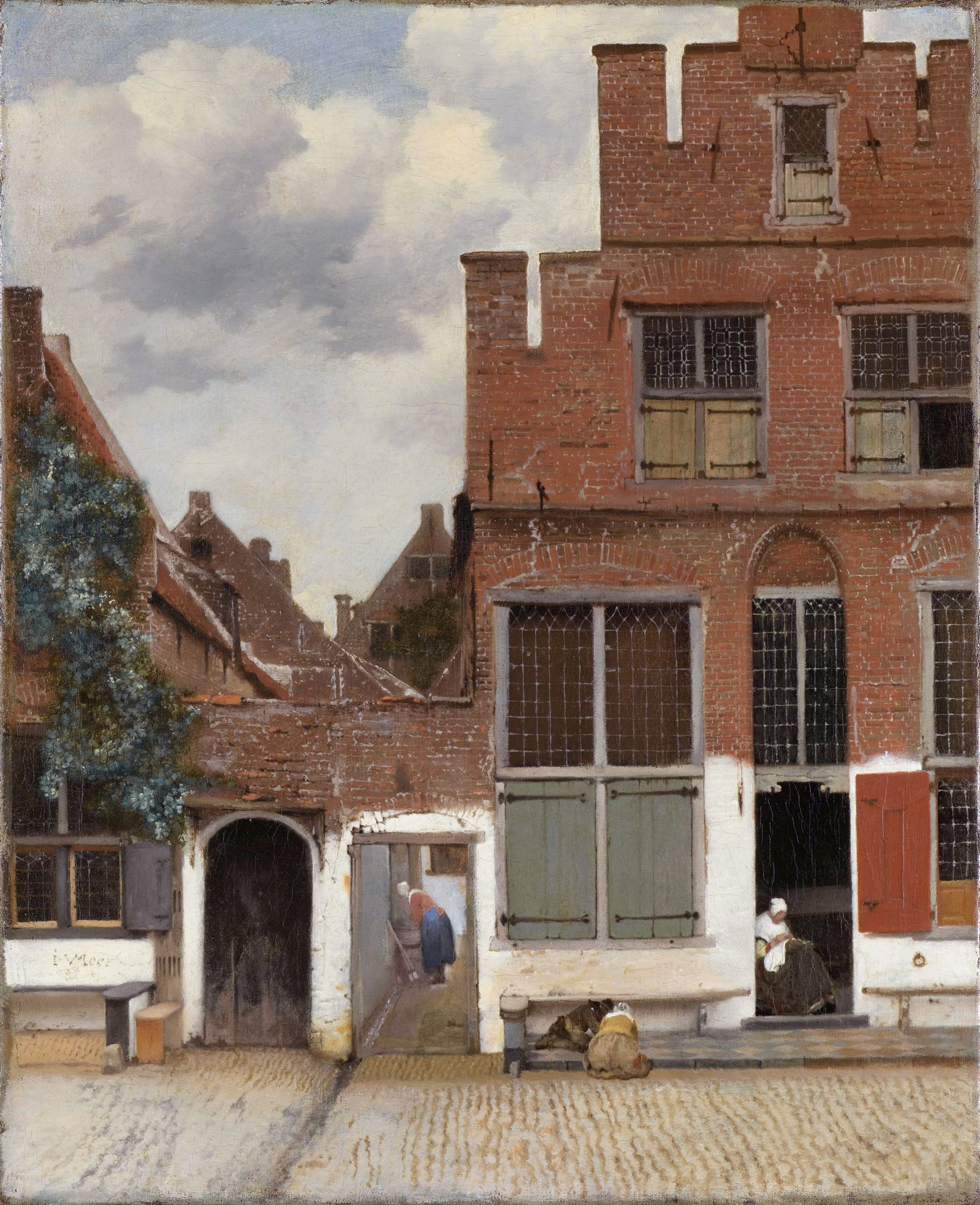
Uliczka ok. 1661

### Widoki miasta
Znane są dziś dwa widoki miejskie Vermeera: Widok Delftu i Uliczka, oba pochodzące z ok. 1661 roku. Pierwszy ukazuje nabrzeże rzeki Schie i przypuszcza się, że Vermeer namalował go zarówno z natury, jak i przy użyciu urządzenia, zwanego camera obscura. Drugi obraz przedstawia prawdopodobnie widok, jaki rozciągał się z okien pracowni artysty.

## Technika
Odtworzenie techniki malarskiej, jaką posługiwał się Vermeer, nie jest łatwe. Młodzi artyści tajniki malarstwa przejmowali zazwyczaj od swoich mistrzów, a wzmianki o nich w ówczesnych podręcznikach są rzadkie. Trudno także techniki XVII-wieczne porównywać z dzisiejszymi, gdyż różnią się one radykalnie. Malarze musieli postępować według określonych reguł – samo przygotowanie farb wymagało codziennej pracy i wiedzy na temat właściwości poszczególnych pigmentów. Paleta Vermeera była bardzo ograniczona, podobnie jak i wielu współczesnych mu malarzy – w jego dziełach znaleziono w sumie tylko 20 różnych pigmentów, z czego 12 używał w miarę często. Od innych artystów różniło go zamiłowanie do błękitu, uzyskiwanego z bardzo kosztownego lapis-lazuli, podczas gdy powszechnie używany był azuryt. Malarz używał farb olejnych, a jako podobrazia zazwyczaj płótna. Jedynymi wyjątkami są: Dziewczyna w czerwonym kapeluszu i Dziewczyna z fletem (autorstwo Vermeera niepewne) – oba obrazy namalowano na desce.
Technika Vermeera ewoluowała i Arthur Wheelock, badacz twórczości Vermeera, zauważył, że jego wczesne obrazy historyczne są pod wieloma względami trudne do pogodzenia z późniejszymi. Na początku swojej drogi twórczej malarz chętnie posługiwał się impastami. Wraz z przejściem do tematyki rodzajowej impasty stosował bardziej wybiórczo. W jego dziełach pojawiła się także technika zwana pointillé, polegająca na malowaniu drobnymi plamkami. W latach 60. powierzchnia obrazów Vermeera staje się bardziej „gładka”, a farba jest nakładana cienko, przezroczystymi lub półprzezroczystymi warstwami.
Od wielu lat szeroko dyskutowana jest kwestia, czy Vermeer używał podczas malowania camery obscura. Jako pierwszy taką sugestię wyraził Amerykanin Joseph Pennell w 1891 roku, opierający swoją hipotezę na perspektywie, jaką malarz zastosował w obrazie Żołnierz i śmiejąca się dziewczyna (ok. 1658). Jest ona bardzo poprawna, ale dość niezwykła, jak na XVII-wieczne malarstwo – postać mężczyzny jest niemal dwa razy większa od dziewczyny, choć oboje siedzą blisko siebie. Vermeer mógł także używać camery do odwzorowania na swoich płótnach map, które często pojawiają się w tle scen.

## Odbiór twórczości i nawiązania
Powszechnie przyjmuje się, że za życia i wiele lat później Vermeer był malarzem niedocenianym. Nie jest to jednak do końca prawdą. Malarz był cztery razy wybrany do zarządu cechu św. Łukasza.
Za życia jego obrazy osiągały wysokie ceny, co zdumiało pewnego francuskiego szlachcica – Balthasara de Monconys, który odwiedzając Delft w 1663 roku zanotował: „w Delft widziałem malarza Vermeera, który nie miał żadnych dzieł [u siebie]: ale widzieliśmy jedno z nich u pewnego piekarza, za które zapłacono sześćset liwrów, jakkolwiek był to tylko wizerunek jednej postaci, którego nie wyceniłbym na więcej niż sześć pistoli”.
Albert Blankert pisze: Czy Vermeer był więc rzeczywiście zupełnie zapomnianym mistrzem w XVIII stuleciu? Z pewnością jego imię w znacznym stopniu uległo zapomnieniu. Na pewno zasadnicza przyczyną pominięcia jego twórczości przez Houbrakena i innych piszących o sztuce w XVIII wieku była mała liczba dzieł Vermeera. Nie dość zatem, że płócien było niewiele, to jeszcze uległy one rozproszeniu i nierzadko były przypisywane innym malarzom. W zachowanych katalogach aukcyjnych, notujących sprzedaż dzieł Vermeera, pisze się o nich zazwyczaj pozytywnie.
Odkrycia Vermeera dla szerszej publiczności dokonał w połowie XIX wieku Étienne Joseph Théophile Thoré (1807–1869), noszący też pseudonim William Bürger. Podczas pierwszej podróży do Holandii w 1842 roku zwrócił uwagę na Widok Delftu. 6 lat później widział Mleczarkę i Uliczkę. Zanotował wówczas: Co za straszliwy malarz! Przecież po Rembrandcie i Halsie ten van der Meer jest ostatecznie jednym z pierwszych mistrzów całej szkoły holenderskiej. jak to się stało, że nie wiemy nic o tym artyście, równym, jeśli nie przewyższającym Pietera de Hooch i Metsu. Thoré-Bürger gromadził i porządkował wszelkie informacje o Vermeerze, stworzył listę jego dzieł i napisał pierwszą monografię jemu poświęconą. Choć za jego dzieła uznał również kilka płócien malarzy współczesnych Vermeerowi, to jednak swoją późniejszą sławę holenderski artysta zawdzięcza w dużej mierze właśnie Thoré-Bürgerowi.

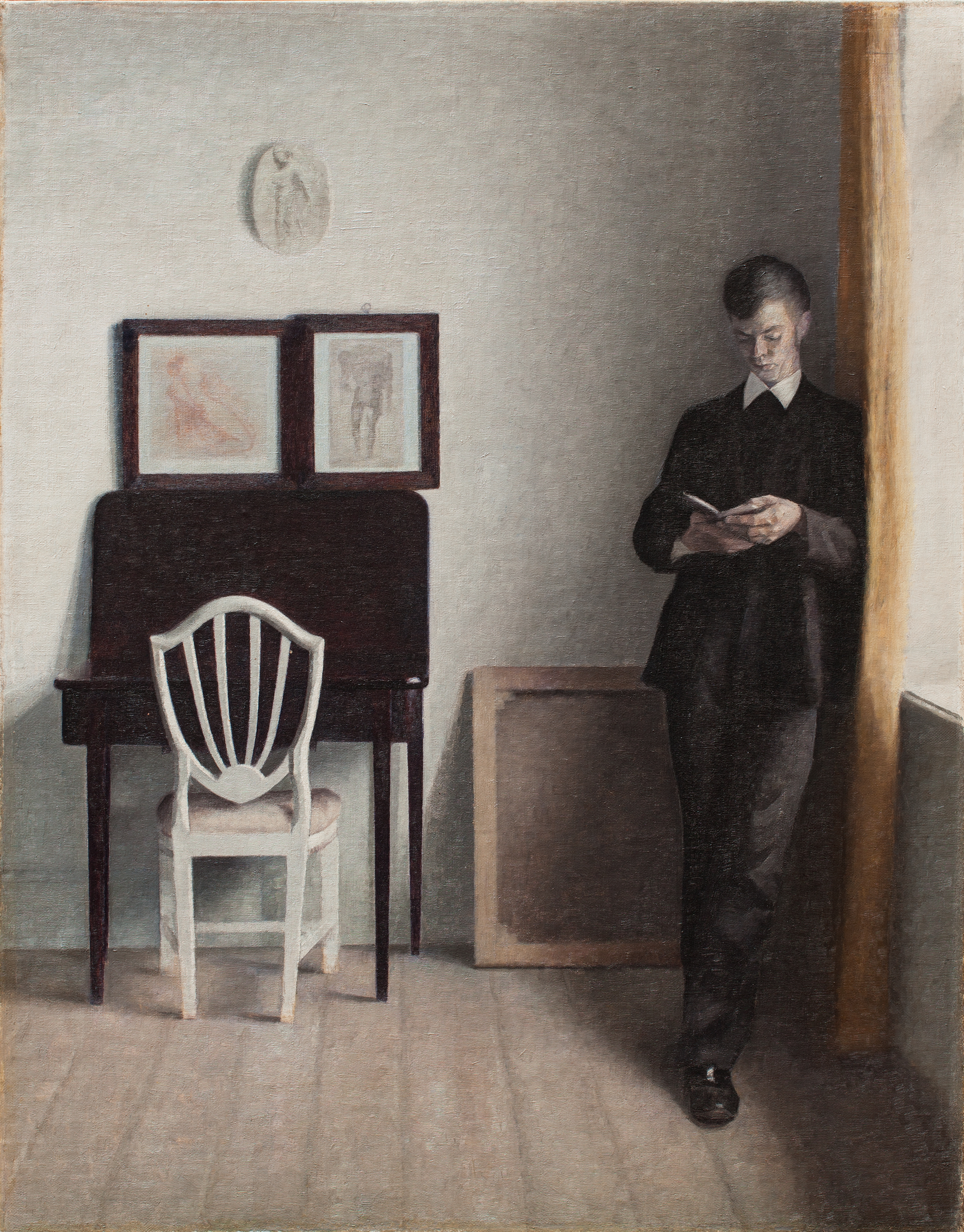
Vilhelm Hammershøi, Interiør med læsende ung mand, 1898

Nie jest jednak przypadkiem, że to właśnie w połowie XIX wieku zachwycono się Vermeerem – wszak to wtedy działali barbizończycy, a następnie impresjoniści, równie wrażliwi na światło i barwę, jak Vermeer oraz realiści, którzy tak jak Vermeer podejmowali tematykę codzienności. Vermeerem zachwycał się szczególnie Auguste Renoir; Salvador Dalí uważał go za najgenialniejszego artystę w historii.
Vermeer i jego dzieła stały się inspiracją dla innych malarzy, pisarzy i muzyków. Znacząco wpłynął na twórczość duńskiego malarza Vilhelma Hammershøi (1864–1916). Wspomniany już Salvador Dalí namalował w 1934 roku obraz Duch Vermeera, który może być używany jako stół (ang. The Ghost of Vermeer of Delft Which Can Be Used As a Table, ilustr.), a w 1955 stworzył rzeźbę Nosorożcowe popiersie „Koronczarki” Vermeera (fr. Buste rhinocérontique de la „Dentellière” de Vermeer, ilustr.).
Nazwisko Vermeera wielokrotnie pojawia się w W poszukiwaniu straconego czasu Prousta. Jeden z bohaterów, Bergotte, umiera przed obrazem Widok Delftu. W powieści Dziewczyna z perłą amerykańska pisarka Tracy Chevalier nakreśliła sylwetkę Vermeera i opowiedziała o okolicznościach powstania tytułowego obrazu. Książkę spopularyzował film Dziewczyna z perłą Petera Webbera z 2003 roku z Colinem Firthem i Scarlett Johansson w rolach głównych. Oba dzieła są jednak tylko wizją artystyczną i w dużej mierze opierają się na fikcji, a nie faktach.
Do postaci Vermeera nawiązuje także książka dla młodzieży W pogoni za Vermeerem autorstwa Blue Balliet, która opowiada o kradzieży obrazu Dziewczyna pisząca list. Powstała także jej druga część, The Wright 3.
Książka Susanny Kaysen pt. Przerwana lekcja muzyki (tytuł oryg. Girl, Interrupted) oraz jej ekranizacja tytuł zaczerpnęły z obrazu Przerwana lekcja muzyki (ang. Girl Interrupted at her Music).
Podobnie było w przypadku książki Susan Vreeland Girl in Hyacinth Blue, której tytuł także pochodzi od jednego z dzieł Vermeera. Na jej podstawie powstał film telewizyjny Brush with Fate (2003).
Holenderski kompozytor Louis Andriessen swoją operę Writing to Vermeer (1997-98, libretto Petera Greenawaya) zainspirował twórczością i postacią Vermeera. Natomiast piosenkarz Jonathan Richman w piosence Vincent Van Gogh nazwał Van Gogha the baddest painter since God’s Jan Vermeer (najgorszym malarzem od czasów Bożego Jana Vermeera).
Nazwisko Vermeera i jego dzieła są także obecnie wykorzystywane w celach komercyjnych (przykłady: likier Vermeer Dutch Chocolate Cream Liqueur, na którego butelce widnieje obraz Dziewczyna z perłą ilustr., produkty mleczarskie La Laitière firmy Nestlé, wykorzystujące fragment obrazu Mleczarka).

## Fałszerstwo Hana van Meegerena
Sprawa fałszerstw kilku płócien Vermeera, dokonana przez Hana van Meegerena (1899–1947) jest jedną z najgłośniejszych tego typu afer w XX wieku. Van Meegeren wypuścił na rynek kilka obrazów (rzekomo Vermeera), które rzeczoznawcy uznali za oryginały. Były to m.in. Chrystus w Emaus i Ostatnia wieczerza, kupione w 1938 roku przez muzeum w Rotterdamie, które oparło się na opinii wybitnego rzeczoznawcy – Abrahama Brediusa.
Fałszerstwo wyszło na jaw podczas badania zbiorów Hermanna Göringa, w których znaleziono jeden obraz Vermeera Chrystus i jawnogrzesznica. Wszczęto śledztwo, które miało ustalić, w jaki sposób dzieło trafiło w ręce okupanta. W ten sposób dotarto do sprzedawcy płótna – Hana van Meegerena, który nie potrafił określić jego pochodzenia. Aresztowany w 1945 roku, Meegeren mógł przyznać się do kolaboracji z Niemcami albo do fałszerstwa, za które groziła mu dużo mniejsza kara. Wybrał drugie rozwiązanie i przyznał się do namalowania pięciu innych Vermeerów i dwóch rzekomych obrazów Pietera de Hoocha, a w świecie historyków sztuki i rzeczoznawców wybuchła sensacja. Aby potwierdzić te zeznania, sąd nakazał van Meegerenowi namalować jeszcze jeden obraz. W ten sposób powstał kolejny Vermeer, zatytułowany Jezus wśród doktorów. Sprawa ciągnęła się dość długo i nadszarpnęła autorytet znawców, którzy wcześniej falsyfikaty uznali za oryginały.
Van Meegeren zmarł wkrótce po wyroku, ale nie oznaczało to zamknięcia sprawy. Dopiero późniejsze badania (m.in. naturalnego stężenia radu i polonu) jednoznacznie potwierdziły, że obrazy wykonał van Meegeren, a nie Vermeer.

## Lista dzieł
Obecnie 34 dzieła są przypisywane Vermeerowi. Istnieją także 3 obrazy (Święta Prakseda, Młoda dziewczyna z fletem, Młoda kobieta siedząca przy wirginale), w których przypadku autorstwo Vermeera jest niepewne.
Ten ostatni obraz właściwie nie pojawia się w publikacjach dotyczących Vermeera, gdyż jego ponowna atrybucja Vermeerowi jest stosunkowo niedawna. Dzieło to zostało po raz pierwszy opublikowane w 1904 roku i przez kolejne lata powszechnie uznawane za obraz Vermeera. Po sprawie van Meegerena wyrażono co do tego wątpliwości i Młoda kobieta siedząca przy wirginale była pomijana przez badaczy. W 1993 roku rozpoczęto szczegółowe, trwające 10 lat, badania obrazu, na podstawie których zaproponowano, by ponownie włączyć go do oeuvre Vermeera.
Dzieła Vermeera znajdują się obecnie w Europie (22 obrazy) i USA (15):
- Austria: Wiedeń – Kunsthistorisches Museum (1)
- Francja: Paryż – Luwr (2)
- Holandia: Haga – Mauritshuis (3), Amsterdam – Rijksmuseum (4)
- Irlandia: Blessington – Beit Collection (1)
- Szkocja: Edynburg – National Gallery of Scotland (1)
- Niemcy: Drezno – Staatliche Kunstsammlungen, Gemäldegalerie Alte Meister (2), Berlin – Staatliche Museen (2), Brunszwik – Herzog Anton Ulrich-Museum (1), Frankfurt – Städelsches Kunstinstitut (1)
- Wielka Brytania: Londyn – Buckingham Palace (1), National Gallery (2), Kenwood House (1)
- USA: Nowy Jork – Metropolitan Museum of Art (5), Frick Collection (3), Waszyngton – National Gallery (4), Princeton (New Jersey) – Barbara Piasecka Johnson Collection (1), Boston – Isabella Stewart Gardner Museum (1), Las Vegas – Art Gallery of Wynn (1).

| Nr  | Tytuł                                                                                               | Rok           | Wymiary         | Miejsce przechowywania                                          | Ilustracja |
| 1.  | Toaleta Diany                                                                                       | ok. 1654–1656 | 98,5 × 105 cm   | Mauritshuis, Haga                                               |            |
| 2.  | Chrystus w domu Marii i Marty                                                                       | ok. 1654–1656 | 160 × 142 cm    | National Gallery of Scotland, Edynburg                          |            |
| 3.  | Święta Prakseda (autorstwo Vermeera niepewne)                                                       | ok. 1655      | 101,6 × 82,6 cm | Barbara Piasecka Johnson Collection, Princeton, New Jersey      |            |
| 4.  | U stręczycielki (albo: U kuplerki, Rajfurka)                                                        | 1656          | 143 × 130 cm    | Staatliche Kunstsammlungen, Gemäldegalerie Alte Meister, Drezno |            |
| 5.  | Pijana dziewczyna śpiąca przy stole (albo: Służąca śpiąca przy stole)                               | ok. 1657      | 86,5 × 76 cm    | Metropolitan Museum of Art, Nowy Jork                           |            |
| 6.  | Żołnierz i śmiejąca się dziewczyna (albo: Oficer i roześmiana dziewczyna)                           | ok. 1658      | 50,5 × 46 cm    | The Frick Collection, Nowy Jork                                 |            |
| 7.  | Dziewczyna czytająca list (albo: Dziewczyna czytająca list przy otwartym oknie, Czytająca list)     | ok. 1659      | 83x64,5 cm      | Staatliche Kunstsammlungen, Gemäldegalerie Alte Meister, Drezno |            |
| 8.  | Przerwana lekcja muzyki                                                                             | ok. 1658–1661 | 38,7 × 43,9 cm  | The Frick Collection, Nowy Jork                                 |            |
| 9.  | Mleczarka (albo: Nalewająca mleko, Dziewczyna z dzbanem mleka)                                      | ok. 1660–1661 | 45,5 × 41 cm    | Rijksmuseum, Amsterdam                                          |            |
| 10. | Kielich wina (albo: Szklanka wina)                                                                  | ok. 1660–1661 | 65 × 77 cm      | Gemäldegalerie, Berlin                                          |            |
| 11. | Uliczka                                                                                             | ok. 1661      | 54,3 × 44 cm    | Rijksmuseum, Amsterdam                                          |            |
| 12. | Widok Delftu                                                                                        | ok. 1661      | 98 × 117,5 cm   | Mauritshuis, Haga                                               |            |
| 13. | Dama i dwóch panów (albo: Dziewczyna z kieliszkiem wina)                                            | ok. 1662      | 78 × 67 cm      | Herzog Anton Ulrich-Museum, Brunszwik                           |            |
| 14. | Kobieta z lutnią                                                                                    | ok. 1662–1663 | 51,4 × 45,7 cm  | Metropolitan Museum of Art, Nowy Jork                           |            |
| 15. | Kobieta z dzbanem (albo: Kobieta przy oknie)                                                        | ok. 1662      | 42 × 45,7 cm    | Metropolitan Museum of Art, Nowy Jork                           |            |
| 16. | Kobieta w błękitnej sukni (albo: Kobieta w niebieskim albo: Czytająca list)                         | ok. 1662–1665 | 46,5 × 39 cm    | Rijksmuseum, Amsterdam                                          |            |
| 17. | Sznur pereł (albo: Naszyjnik pereł, Kobieta z naszyjnikiem pereł)                                   | ok. 1662–1665 | 55 × 45 cm      | Gemäldegalerie, Berlin                                          |            |
| 18. | Ważąca perły (albo: Kobieta z wagą)                                                                 | ok. 1662–1665 | 42 × 35,5 cm    | National Gallery of Art, Waszyngton                             |            |
| 19. | Alegoria malarstwa (albo: W pracowni artysty albo: Sztuka malarska)                                 | ok. 1662–1665 | 130 × 110 cm    | Muzeum Historii Sztuki w Wiedniu, Wiedeń                        |            |
| 20. | Koncert (skradziony 18 marca 1990, do dziś nieodnaleziony)                                          | ok. 1664      | 69,2 × 62,8 cm  | Isabella Stewart Gardner Museum, Boston                         |            |
| 21. | Lekcja muzyki                                                                                       | ok. 1664      | 73,6 × 64,1 cm  | Kolekcja królowej Elżbiety II, Buckingham Palace, Londyn        |            |
| 22. | Dziewczyna z perłą (albo: Dziewczyna w perłowych kolczykach)                                        | ok. 1665–1666 | 46,5 × 40 cm    | Mauritshuis, Haga                                               |            |
| 23. | Dziewczyna pisząca list                                                                             | ok. 1666      | 47 × 36,8 cm    | National Gallery of Art, Waszyngton                             |            |
| 24. | Dama ze służącą (albo: Dama z pokojówką)                                                            | ok. 1666–1667 | 90,2 × 78,7 cm  | The Frick Collection, Nowy Jork                                 |            |
| 25. | List miłosny                                                                                        | ok. 1667      | 44 × 38,5 cm    | Rijksmuseum, Amsterdam                                          |            |
| 26. | Dziewczyna w czerwonym kapeluszu (albo: Dama w czerwonym kapeluszu) (autorstwo Vermeera niepewne)   | ok. 1664–1667 | 23 × 18 cm      | National Gallery of Art, Waszyngton                             |            |
| 27. | Dziewczyna z fletem (autorstwo Vermeera niepewne)                                                   | ok. 1665      | 20,2 × 18 cm    | National Gallery of Art, Waszyngton                             |            |
| 28. | Astronom                                                                                            | 1668          | 50 × 45 cm      | Luwr, Paryż                                                     |            |
| 29. | Geograf                                                                                             | 1669          | 53 × 46,6 cm    | Städelsches Kunstinstitut, Frankfurt                            |            |
| 30. | Kobieta stojąca przy klawesynie (albo: Dama stojąca przy wirginale, Kobieta stojąca przy szpinecie) | ok. 1670      | 51,7 × 45,2 cm  | The Trustees of the National Gallery, Londyn                    |            |
| 31. | Młoda kobieta siedząca przy wirginale (autorstwo Vermeera niepewne)                                 | ok. 1670      | 25,2 × 20 cm    | The Leiden Collection, Nowy Jork                                |            |
| 32. | Koronczarka                                                                                         | ok. 1670–1671 | 24,5 × 21 cm    | Luwr, Paryż                                                     |            |
| 33. | Pisząca list (albo: List)                                                                           | ok. 1671      | 72,2 × 59,5 cm  | Beit Collection, Blessington, Irlandia                          |            |
| 34. | Dziewczyna grająca na gitarze (albo: Grająca na gitarze)                                            | ok. 1671–1672 | 53 × 46,3 cm    | Kenwood House, Iveagh Bequest, Londyn                           |            |
| 35. | Alegoria wiary                                                                                      | ok. 1672–1674 | 113 × 88 cm     | Metropolitan Museum of Art, Nowy Jork                           |            |
| 36. | Głowa dziewczyny (albo: Portret dziewczyny)                                                         | ok. 1672–1674 | 45 × 40 cm      | Metropolitan Museum of Art, Nowy Jork                           |            |
| 37. | Dziewczyna siedząca przy klawesynie (albo: Dama siedząca przy wirginale)                            | ok. 1674–1675 | 51,5 × 45,5 cm  | The Trustees of the National Gallery, Londyn                    |            |

### Strony w całości poświęcone artyście
- Bardzo obszerna strona poświęcona artyście (eesentialvermeer) (ang.)
- Strona poświęcona malarzowi (about-vermeer-art.com). about-vermeer-art.com. [zarchiwizowane z tego adresu (2006-06-29)]. (ang.).
- Vermeer. Le pinceau et la plume (fr.)

### Galerie obrazów
- Galeria (pol.)
- Olga’s Gallery (ang.)

### O fałszerstwie Van Meegerena
- O fałszerstwie Hana van Meegerena (pol.)
- Strona poświęcona fałszerstwom Hana van Meegerena (ang.)

### Artykuły i inne
- Vermeer – biografia na portalu NiezlaSztuka.net
- Vermeer and the Camera Obscura Philip Steadman (ang.)
- Nowojorskie obrazy Vermeera i Ter Borcha Andrzej M. Kobos. zwoje-scrolls.com. [zarchiwizowane z tego adresu (2016-03-05)]. (pol.).
- Linki do stron o Vermeerze. johannesvermeer.info. [zarchiwizowane z tego adresu (2016-03-06)]. (ang.).
- Strona w całości poświęcona obrazowi Dziewczyna z perłą (ang.)